# Urdiales del Páramo
Urdiales del Páramo település Spanyolországban, León tartományban. Lakosainak száma 449 fő (2024).

## Földrajza
Urdiales del Páramo Santa María del Páramo, Valdefuentes del Páramo, Villazala, Bustillo del Páramo és San Pedro Bercianos községekkel határos.

## Népesség
A település lakosságának változását az alábbi diagram mutatja:
| Lakosok száma | 691  | 614  | 533  | 565  | 549  | 520  | 502  | 510  | 466  | 449  |
|               | 2001 | 2004 | 2007 | 2009 | 2012 | 2014 | 2017 | 2019 | 2022 | 2024 |